# James P. Allison

James Patrick Allison (født 7. august 1948) er en amerikansk immunolog og professor i immunologi og formand og direktør for immunoterapi-afdelingen på M. D. Anderson Cancer Center på University of Texas. I 2018 modtog han nobelprisen i fysiologi eller medicin sammen med Tasuku Honjo for deres forskning i cancer immunterapi, specielt relationen mellem immun-checkpoints og cancer.